# 허비 행콕: 무한한 가능성
《허비 행콕 : 무한한 가능성》(Herbie Hancock: Possibilities)은 미국에서 제작된 존 파인 감독의 2006년 다큐멘터리 영화이다. 허비 행콕 등이 주연으로 출연하였고 더그 바이로 등이 제작에 참여하였다.

## 출연

### 주연
- 허비 행콕

### 조연
- 크리스티나 아길레라
- 리사 해니건
- 브라이언 에노
- 안젤리크 키드조
- 애니 레녹스
- 존 메이어
- 데미언 라이스
- 카를로스 산타나
- 폴 사이몬
- 스팅
- 조스 스톤

## 기타
- 공동제작: 에바 오너